# Vanusa Spindler
Vanusa Pereira Spindler (Esteio, 1971) é uma ex-modelo, atriz e produtora brasileira.
Atualmente é a produtora executiva do programa Beleza GG, reality documental sobre o universo plus size, no canal fechado E!

## Biografia
Posou para a edição brasileira da revista Playboy em junho de 1989. Cinco meses depois, estamparia um superpôster na preferência dos leitores da revista com o título: A Gata do Ano. Em junho de 1990, sairia em um pôster; no mesmo mês estamparia novamente num grande pôster como madrinha da Copa intitulado: As Gatas da Copa. Em janeiro de 1994 posaria pela última vez em uma revista masculina no Brasil, mas para a Sexy.
Teria se envolvido com o piloto Ayrton Senna.
Em 1998, interpretou Eva, melhor amiga da protagonista interpretada por Patrícia de Sabrit, na novela “Pérola Negra”, do SBT.
Em 1999, estrelou a peça "Bispo Jesus do Rosário, a Via Sacra dos Contrários".
Vanusa trabalhou na produção de diversos programas, como “Globo Ciência”, “Rolo Extra” e “Lendas do UFC”. Além disso, foi produtora em grandes eventos esportivos, como os Jogos Pan-Americanos de 2007 e as Olimpíadas de 2016.
Em 2017, começa a produzir a série documental “Histórias Malditas”, que pretende mostrar a singularidade cultural do Rio dos anos 1980 e 1990.

## Carreira

### Televisão
.  1997 O Rei do Gado - secretária da corretora
- 1998 - Pérola Negra ... Eva Pacheco Oliveira
- 1998 - Estrela de Fogo ... Letícia
- 1999 - Louca Paixão ... Débora
- 2010 - Programa Silvio Santos ... Ela mesma

### Cinema
| Ano  | Trabalho              | Personagem |
| ---- | --------------------- | ---------- |
| 1990 | O Escorpião Escarlate |            |
| 1993 | Discretion Assured    | Lydia      |
| 1994 | The Outsider          | Juliana    |
| 2001 | As Feras              |            |